# 가와사키 Z1000
가와사키 Z1000(영어: Kawasaki Z1000)은 가와사키 중공업에서 스트리트 파이터 또는 표준 스타일로 2003년에 도입된 4기통 모터사이클이다.

## 같이 보기
- 가와사키 Z